# Bailey (Texas)
Bailey es una ciudad ubicada en el condado de Fannin en el estado estadounidense de Texas. En el Censo de 2010 tenía una población de 289 habitantes y una densidad poblacional de 280,36 personas por km².

## Geografía
Bailey se encuentra ubicada en las coordenadas 33°26′1″N 96°9′54″O / 33.43361, -96.16500. Según la Oficina del Censo de los Estados Unidos, Bailey tiene una superficie total de 1.03 km², de la cual 1.03 km² corresponden a tierra firme y (0%) 0 km² es agua.

## Demografía
Según el censo de 2010, había 289 personas residiendo en Bailey. La densidad de población era de 280,36 hab./km². De los 289 habitantes, Bailey estaba compuesto por el 93.43% blancos, el 0.35% eran afroamericanos, el 0% eran amerindios, el 1.04% eran asiáticos, el 0% eran isleños del Pacífico, el 3.11% eran de otras razas y el 2.08% pertenecían a dos o más razas. Del total de la población el 7.96% eran hispanos o latinos de cualquier raza.